# Ligue des champions féminine de l'EHF 2017-2018
Navigation
2016-2017 2018-2019
La Ligue des champions 2017-2018 est la cinquante-huitième édition de la Ligue des champions féminine de l'EHF. Sous l'égide de la Fédération européenne de handball (EHF), elle oppose les meilleurs clubs féminin de handball d'Europe.
En finale, comme lors de la saison précédente, le club hongrois du Győri ETO KC s'impose après prolongation face au club macédonien du Vardar Skopje 27 à 26 et remporte ainsi son quatrième titre dans la compétition. En revanche, pour le Vardar, cette seconde défaite en finale (précédée de trois troisièmes places) est sans lendemain puisque le club décide à l'intersaison de libérer toutes ses joueuses sous contrat pour laisser la place aux jeunes formées au club.

## Participants
Quatorze équipes sont directement qualifiées pour le tour préliminaire et sont rejointes par les deux équipes ayant remporté l'un des deux tournois de qualification. Trois équipes ont été invitées sur dossier.
| Équipe                  | Titre                                |
| ----------------------- | ------------------------------------ |
| Győri ETO KC            | Tenant du titre                      |
| Budućnost Podgorica     | Champion du Monténégro               |
| Vardar Skopje           | Champion de Macédoine                |
| CSM Bucarest            | Champion de Roumanie                 |
| Larvik HK               | Champion de Norvège                  |
| Rostov-Don              | Champion de Russie                   |
| Nykøbing Falster HK     | Champion de Danemark                 |
| Metz Handball           | Champion de France                   |
| SG BBM Bietigheim       | Champion d'Allemagne                 |
| RK Krim                 | Champion de Slovénie                 |
| FTC Budapest            | 2e Championnat de Hongrie            |
| FC Midtjylland          | 2e Championnat de Danemark           |
| Vistal Gdynia           | Champion de Pologne                  |
| Brest Bretagne Handball | 2e du championnat de France (Invité) |

| Équipe                | Titre                               |
| --------------------- | ----------------------------------- |
| H 65 Höör             | Champion de Suède                   |
| Podravka Koprivnica   | Champion de Croatie                 |
| Hypo Niederösterreich | Champion d'Autriche                 |
| Kastamonu Belediyesi  | Champion de Turquie                 |
| HC Homiel             | Champion de Biélorussie             |
| CB Atlético Guardés   | Champion d'Espagne                  |
| Thüringer HC          | 2e Championnat d'Allemagne (Invité) |
| Vipers Kristiansand   | 2e Championnat de Norvège (Invité)  |

## Tournois de qualification

### Tournoi 1
|  | Demi-finales        | Demi-finales        |                        |    | Finale            | Finale            |
|  | Demi-finales        | Demi-finales        |                        |    | Finale            | Finale            |
|  |                     |                     |                        |    |                   |                   |
|  | 9 septembre 2017    | 9 septembre 2017    |                        |    | 10 septembre 2017 | 10 septembre 2017 |
|  | 9 septembre 2017    | 9 septembre 2017    |                        |    | 10 septembre 2017 | 10 septembre 2017 |
|  | Vipers Kristiansand | 43                  |                        |    | 10 septembre 2017 | 10 septembre 2017 |
|  | Vipers Kristiansand | 43                  |                        |    | 10 septembre 2017 | 10 septembre 2017 |
|  | HC Homiel           | 19                  |                        |    | 10 septembre 2017 | 10 septembre 2017 |
|  | HC Homiel           | 19                  | Vipers Kristiansand    | 42 |                   |                   |
|  | 9 septembre 2017    |                     | Vipers Kristiansand    | 42 |                   |                   |
|  |                     | Podravka Koprivnica | 14                     |    |                   |                   |
|  | Podravka Koprivnica | Podravka Koprivnica | 14                     | 21 |                   |                   |
|  | Podravka Koprivnica |                     |                        | 21 |                   |                   |
|  | Kastamonu Bld. GSK  | 17                  |                        |    |                   |                   |
|  | Kastamonu Bld. GSK  | 17                  | Match pour la 3e place |    |                   |                   |
|  |                     |                     |                        |    |                   |                   |
|  | 10 septembre 2017   |                     |                        |    |                   |                   |
|  |                     |                     |                        |    |                   |                   |
|  | HC Homiel           | 29                  |                        |    |                   |                   |
|  | HC Homiel           | 29                  |                        |    |                   |                   |
|  | Kastamonu Bld. GSK  | 28                  |                        |    |                   |                   |
|  | Kastamonu Bld. GSK  | 28                  |                        |    |                   |                   |

Le Vipers Kristiansand est qualifié pour le tour préliminaire. Les trois autres équipes sont reversées au troisième tour de la Coupe de l'EHF.

### Tournoi 2
|  | Demi-finales          | Demi-finales     |                        |    | Finale            | Finale            |
|  | Demi-finales          | Demi-finales     |                        |    | Finale            | Finale            |
|  |                       |                  |                        |    |                   |                   |
|  | 9 septembre 2017      | 9 septembre 2017 |                        |    | 10 septembre 2017 | 10 septembre 2017 |
|  | 9 septembre 2017      | 9 septembre 2017 |                        |    | 10 septembre 2017 | 10 septembre 2017 |
|  | Thüringer HC          | 31               |                        |    | 10 septembre 2017 | 10 septembre 2017 |
|  | Thüringer HC          | 31               |                        |    | 10 septembre 2017 | 10 septembre 2017 |
|  | CB Atlético Guardés   | 21               |                        |    | 10 septembre 2017 | 10 septembre 2017 |
|  | CB Atlético Guardés   | 21               | Thüringer HC           | 33 |                   |                   |
|  | 9 septembre 2017      |                  | Thüringer HC           | 33 |                   |                   |
|  |                       | H 65 Höör        | 24                     |    |                   |                   |
|  | Hypo Niederösterreich | H 65 Höör        | 24                     | 19 |                   |                   |
|  | Hypo Niederösterreich |                  |                        | 19 |                   |                   |
|  | H 65 Höör             | 32               |                        |    |                   |                   |
|  | H 65 Höör             | 32               | Match pour la 3e place |    |                   |                   |
|  |                       |                  |                        |    |                   |                   |
|  | 10 septembre 2017     |                  |                        |    |                   |                   |
|  |                       |                  |                        |    |                   |                   |
|  | CB Atlético Guardés   | 27               |                        |    |                   |                   |
|  | CB Atlético Guardés   | 27               |                        |    |                   |                   |
|  | Hypo Niederösterreich | 29               |                        |    |                   |                   |
|  | Hypo Niederösterreich | 29               |                        |    |                   |                   |

Le Thüringer HC est qualifié pour le tour préliminaire. Les trois autres équipes sont reversées au troisième tour de la Coupe de l'EHF

## Tour préliminaire
Légende
- Qualifié pour le tour principal
- Reversé en phase de groupe de la Coupe de l'EHF

### Groupe A
|   | Équipe              | Pts | J | G | N | P | Bp  | Bc  | Diff |  | Résultats (dom.\ext.) |       |       |       |       |
| - | ------------------- | --- | - | - | - | - | --- | --- | ---- |  | --------------------- | ----- | ----- | ----- | ----- |
| 1 | CSM Bucarest        | 10  | 6 | 5 | 0 | 1 | 192 | 144 | 48   |  | CSM Bucarest          |       | 39-26 | 30-18 | 34-22 |
| 2 | Nykøbing Falster HK | 8   | 6 | 4 | 0 | 2 | 168 | 163 | 5    |  | Nykøbing Falster HK   | 25-22 |       | 28-26 | 27-21 |
| 3 | RK Krim             | 6   | 6 | 3 | 0 | 3 | 159 | 158 | 1    |  | RK Krim               | 30-33 | 27-26 |       | 29-22 |
| 4 | Vistal Gdynia       | 0   | 6 | 0 | 0 | 6 | 135 | 189 | -54  |  | Vistal Gdynia         | 23-34 | 28-36 | 19-29 |       |

### Groupe B
|   | Équipe                  | Pts | J | G | N | P | Bp  | Bc  | Diff |  | Résultats (dom.\ext.)   |       |       |       |       |
| - | ----------------------- | --- | - | - | - | - | --- | --- | ---- |  | ----------------------- | ----- | ----- | ----- | ----- |
| 1 | Győri ETO KC            | 10  | 6 | 5 | 0 | 1 | 153 | 126 | 27   |  | Győri ETO KC            |       | 25-23 | 27-16 | 26-17 |
| 2 | Rostov-Don              | 8   | 6 | 4 | 0 | 2 | 149 | 138 | 11   |  | Rostov-Don              | 23-22 |       | 27-20 | 26-24 |
| 3 | FC Midtjylland          | 6   | 6 | 3 | 0 | 3 | 134 | 147 | -13  |  | FC Midtjylland          | 24-27 | 27-21 |       | 27-23 |
| 4 | Brest Bretagne Handball | 0   | 6 | 0 | 0 | 6 | 132 | 157 | -25  |  | Brest Bretagne Handball | 23-26 | 23-29 | 22-23 |       |

### Groupe C
|   | Équipe        | Pts | J | G | N | P | Bp  | Bc  | Diff |  | Résultats (dom.\ext.) |       |       |       |       |
| - | ------------- | --- | - | - | - | - | --- | --- | ---- |  | --------------------- | ----- | ----- | ----- | ----- |
| 1 | Vardar Skopje | 12  | 6 | 6 | 0 | 0 | 182 | 147 | 35   |  | Vardar Skopje         |       | 34-31 | 29-21 | 30-27 |
| 2 | FTC Budapest  | 8   | 6 | 4 | 0 | 2 | 183 | 167 | 16   |  | FTC Budapest          | 28-29 |       | 28-25 | 37-33 |
| 3 | Thüringer HC  | 2   | 6 | 1 | 0 | 5 | 145 | 167 | -22  |  | Thüringer HC          | 21-29 | 25-29 |       | 22-25 |
| 4 | Larvik HK     | 2   | 6 | 1 | 0 | 5 | 152 | 181 | -29  |  | Larvik HK             | 19-31 | 21-30 | 27-31 |       |

### Groupe D
|   | Équipe              | Pts | J | G | N | P | Bp  | Bc  | Diff |  | Résultats (dom.\ext.) |       |       |       |       |
| - | ------------------- | --- | - | - | - | - | --- | --- | ---- |  | --------------------- | ----- | ----- | ----- | ----- |
| 1 | Metz Handball       | 10  | 6 | 5 | 0 | 1 | 157 | 137 | 20   |  | Metz Handball         |       | 27-23 | 27-21 | 30-22 |
| 2 | Budućnost Podgorica | 6   | 6 | 3 | 0 | 3 | 144 | 148 | -4   |  | Budućnost Podgorica   | 23-18 |       | 32-24 | 26-23 |
| 3 | SG BBM Bietigheim   | 6   | 6 | 3 | 0 | 3 | 152 | 158 | -6   |  | SG BBM Bietigheim     | 26-30 | 27-21 |       | 25-24 |
| 4 | Vipers Kristiansand | 2   | 6 | 1 | 0 | 5 | 144 | 154 | -10  |  | Vipers Kristiansand   | 22-25 | 29-19 | 24-29 |       |

## Tour principal
Légende
- Qualifié pour les Quarts de finale.
- Éliminé de la compétition.

Les résultats entre deux clubs issus d'un même groupe sont conservés.

### Groupe 1
|   | Équipe              | Pts | J  | G | N | P | Bp  | Bc  | Diff |  | Résultats (dom.\ext.) |       |       |       |       |       |       |
| - | ------------------- | --- | -- | - | - | - | --- | --- | ---- |  | --------------------- | ----- | ----- | ----- | ----- | ----- | ----- |
| 1 | Győri ETO KC        | 16  | 10 | 8 | 0 | 2 | 281 | 231 | 50   |  | Győri ETO KC          |       |       | 28-24 |       | 32-23 | 34-25 |
| 2 | Rostov-Don          | 15  | 10 | 7 | 1 | 2 | 266 | 232 | 34   |  | Rostov-Don            |       |       | 25-24 |       | 32-22 | 29-22 |
| 3 | CSM Bucarest        | 13  | 10 | 6 | 1 | 3 | 282 | 246 | 36   |  | CSM Bucarest          | 28-22 | 22-22 |       | 29-24 |       |       |
| 4 | FC Midtjylland      | 6   | 10 | 2 | 2 | 6 | 226 | 251 | -25  |  | FC Midtjylland        |       |       | 26-31 |       | 24-20 | 24-24 |
| 5 | Nykøbing Falster HK | 5   | 10 | 2 | 1 | 7 | 240 | 284 | -44  |  | Nykøbing Falster HK   | 24-32 | 25-29 |       | 21-21 |       |       |
| 6 | RK Krim             | 5   | 10 | 2 | 1 | 7 | 243 | 294 | -51  |  | RK Krim               | 21-32 | 26-35 |       | 24-23 |       |       |

### Groupe 2
|   | Équipe              | Pts | J  | G | N | P | Bp  | Bc  | Diff |  | Résultats (dom.\ext.) |       |       |       |       |       |       |
| - | ------------------- | --- | -- | - | - | - | --- | --- | ---- |  | --------------------- | ----- | ----- | ----- | ----- | ----- | ----- |
| 1 | Vardar Skopje       | 18  | 10 | 9 | 0 | 1 | 301 | 245 | 56   |  | Vardar Skopje         |       | 29-23 |       | 31-24 |       | 30-22 |
| 2 | Metz Handball       | 14  | 10 | 7 | 0 | 3 | 269 | 252 | 17   |  | Metz Handball         | 24-22 |       | 27-25 |       | 35-29 |       |
| 3 | FTC Budapest        | 12  | 10 | 6 | 0 | 4 | 282 | 265 | 17   |  | FTC Budapest          |       | 29-27 |       | 34-26 |       | 31-22 |
| 4 | Budućnost Podgorica | 8   | 10 | 4 | 0 | 6 | 251 | 260 | -9   |  | Budućnost Podgorica   | 25-30 |       | 23-24 |       | 29-21 |       |
| 5 | Thüringer HC        | 4   | 10 | 2 | 0 | 8 | 257 | 282 | -25  |  | Thüringer HC          |       | 29-31 |       | 24-25 |       | 28-26 |
| 6 | SG BBM Bietigheim   | 4   | 10 | 2 | 0 | 8 | 242 | 294 | -52  |  | SG BBM Bietigheim     | 26-38 |       | 27-23 |       | 21-34 |       |

## Quarts de finale
| Date aller   | Club                | Aller   | Total   | Retour  | Club          | Date retour   |
| ------------ | ------------------- | ------- | ------- | ------- | ------------- | ------------- |
| 7 avril 2018 | Budućnost Podgorica | 20 – 26 | 48 – 56 | 28 – 30 | Győri ETO KC  | 14 avril 2018 |
| 7 avril 2018 | FTC Budapest        | 29 – 31 | 51 – 63 | 22 – 32 | Rostov-Don    | 14 avril 2018 |
| 6 avril 2018 | CSM Bucarest        | 34 – 21 | 54 – 48 | 20 – 27 | Metz Handball | 15 avril 2018 |
| 6 avril 2018 | FC Midtjylland      | 23 – 24 | 48 – 56 | 25 – 32 | Vardar Skopje | 14 avril 2018 |

## Final Four
La Final Four a lieu dans la salle László Papp Aréna, Budapest.
|  | Demi-finales        | Demi-finales        |                        |      | Finale              | Finale              |
|  | Demi-finales        | Demi-finales        |                        |      | Finale              | Finale              |
|  |                     |                     |                        |      |                     |                     |
|  | 12 mai 2018 à 15h15 | 12 mai 2018 à 15h15 |                        |      | 13 mai 2018 à 18h00 | 13 mai 2018 à 18h00 |
|  | 12 mai 2018 à 15h15 | 12 mai 2018 à 15h15 |                        |      | 13 mai 2018 à 18h00 | 13 mai 2018 à 18h00 |
|  | CSM Bucarest        | 20                  |                        |      | 13 mai 2018 à 18h00 | 13 mai 2018 à 18h00 |
|  | CSM Bucarest        | 20                  |                        |      | 13 mai 2018 à 18h00 | 13 mai 2018 à 18h00 |
|  | Győri ETO KC        | 26                  |                        |      | 13 mai 2018 à 18h00 | 13 mai 2018 à 18h00 |
|  | Győri ETO KC        | 26                  | Győri ETO KC           | 27ap |                     |                     |
|  | 12 mai 2018 à 18h00 |                     | Győri ETO KC           | 27ap |                     |                     |
|  |                     | Vardar Skopje       | 26                     |      |                     |                     |
|  | Rostov-Don          | Vardar Skopje       | 26                     | 19   |                     |                     |
|  | Rostov-Don          |                     |                        | 19   |                     |                     |
|  | Vardar Skopje       | 25                  |                        |      |                     |                     |
|  | Vardar Skopje       | 25                  | Match pour la 3e place |      |                     |                     |
|  |                     |                     |                        |      |                     |                     |
|  | 13 mai 2018 à 15h15 |                     |                        |      |                     |                     |
|  |                     |                     |                        |      |                     |                     |
|  | CSM Bucarest        | 31                  |                        |      |                     |                     |
|  | CSM Bucarest        | 31                  |                        |      |                     |                     |
|  | Rostov-Don          | 30                  |                        |      |                     |                     |
|  | Rostov-Don          | 30                  |                        |      |                     |                     |

### Demi-finales
| 12 mai 2018 15h15 CET | CSM Bucarest     | 20 – 26   | Győri ETO KC  | László Papp Aréna, Budapest Affluence : 12 000 Arbitrage : Dalibor Jurinovic, Marko Mrvica |
| 12 mai 2018 15h15 CET | Cristina Neagu 6 | (10 – 12) | Nycke Groot 7 | László Papp Aréna, Budapest Affluence : 12 000 Arbitrage : Dalibor Jurinovic, Marko Mrvica |
| 12 mai 2018 15h15 CET | ×2               | Rapport   | ×3            | László Papp Aréna, Budapest Affluence : 12 000 Arbitrage : Dalibor Jurinovic, Marko Mrvica |

- CSM Bucarest : Grubišić, Ungureanu – Neagu (6), Kurtović   (4), Manea (4), Mehmedović (3), Curea (1), Gulldén (1), Jørgensen (1), Ayglon-Saurina , Bazaliu, Frafjord, Hagman , Jacobsen, Niombla, Udriștioiu
- Győri ETO KC : Kiss, Grimsbø – Groot    (7), Görbicz (5), Oftedal  (5), Amorim  (4), Bódi (2), Broch  (2), Althaus (1), Afentaler, Fodor, González, Hansen, Mørk, Pál, Puhalák

| 12 mai 2018 18h00 CET | Rostov-Don        | 19 – 25  | Vardar Skopje    | László Papp Aréna, Budapest Affluence : 12 000 Arbitrage : Diana-Carmen Florescu, Anamaria Stoia |
| 12 mai 2018 18h00 CET | Ekaterina Ilina 5 | (7 – 10) | Penezić, Lekić 7 | László Papp Aréna, Budapest Affluence : 12 000 Arbitrage : Diana-Carmen Florescu, Anamaria Stoia |
| 12 mai 2018 18h00 CET | ×3 ×1             | Rapport  | ×2 ×4            | László Papp Aréna, Budapest Affluence : 12 000 Arbitrage : Diana-Carmen Florescu, Anamaria Stoia |

- Rostov-Don : Pessoa, Sedoïkina – Ilina (5), Bulatović (3), Viakhireva  (3), Dembélé  (2), Makeeva (2), Rodrigues (2), Barbosa (1), Kalinitchenko (1), Borchtchenko , Managarova, Petrova , Sen, Slivinskaïa, Soudakova.
- Vardar Skopje : Leynaud, Souslina – Lekić  (7), Penezić (7), Radičević (4), Lazović  (3), Lacrabère (2), Čanađija   (1), Ristovska (1), Cvijić , Keramičieva , Khmirova, Klikovac, Kouznetsova, Petrović, Sazdovska.

### Match pour la3eplace
| 13 mai 2018 15h15 CET | CSM Bucarest     | 31 – 30   | Rostov-Don                | László Papp Aréna, Budapest Affluence : 12 000 Arbitrage : Jelena Mitrovic, Andjelina Kazanegra |
| 13 mai 2018 15h15 CET | Line Jørgensen 7 | (19 – 14) | Borchtchenko, Soudakova 5 | László Papp Aréna, Budapest Affluence : 12 000 Arbitrage : Jelena Mitrovic, Andjelina Kazanegra |
| 13 mai 2018 15h15 CET | ×2 ×4            | Rapport   | ×2                        | László Papp Aréna, Budapest Affluence : 12 000 Arbitrage : Jelena Mitrovic, Andjelina Kazanegra |

- CSM Bucarest : Grubišić, Ungureanu – Jørgensen   (7), Gulldén  (6), Curea  (5), Neagu (3), Udriștioiu (3), Niombla (2), Frafjord (1), Kurtović (1), Manea (1), Jacobsen (1), Mehmedović  (1), Ayglon-Saurina , Bazaliu, Hagman.
- Rostov-Don : Pessoa, Mekhdieva – Borchtchenko (5), Soudakova (5), Bulatović  (4), Kalinitchenko (4), Ilina (3), Barbosa (2), Dembélé (2), Makeeva (2), Managarova  (1), Petrova (1), Sen (1), Slivinskaïa, Stepanova, Viakhireva.

### Finale
| 13 mai 2018 18h00 CET | Győri ETO KC    | 27 – 26 (ap)     | Vardar Skopje  | László Papp Aréna, Budapest Affluence : 12 000 Arbitrage : Charlotte et Julie Bonaventura |
| 13 mai 2018 18h00 CET | Nycke Groot 9   | (9 – 9, 20 - 20) | Andrea Lekić 6 | László Papp Aréna, Budapest Affluence : 12 000 Arbitrage : Charlotte et Julie Bonaventura |
| 13 mai 2018 18h00 CET | Prol. : 27 - 26 |                  |                | László Papp Aréna, Budapest Affluence : 12 000 Arbitrage : Charlotte et Julie Bonaventura |
| 13 mai 2018 18h00 CET | ×2 ×6           | Rapport          | ×2 ×4          | László Papp Aréna, Budapest Affluence : 12 000 Arbitrage : Charlotte et Julie Bonaventura |

- Győri ETO KC : Kiss, Grimsbø – Groot  (9), Amorim   (6), Bódi (4), Görbicz  (3), Hansen (3), Broch    (1), Oftedal (1), Afentaler, Althaus , Fodor, González, Mørk, Pál, Puhalák
- Vardar Skopje : Leynaud, Souslina – Lekić  (6), Radičević (4), Lacrabère (3), Lazović  (3), Penezić  (3), Čanađija (2), Kouznetsova (2), Ristovska (2), Cvijić    (1), Keramičieva, Khmirova, Klikovac, Petrović, Sazdovska

### Les championnes d'Europe
| Champion d'Europe - Ligue des champions féminine de l'EHF 2017-2018 Győri ETO KC 4e titre |

## Statistiques et récompenses

### Joueuse du mois
Chaque mois, un collège de journalistes internationaux élit les meilleures joueuses du mois :
| Mois      | Joueuse n°1                   | Joueuse n°2                           | Joueuse n°3                       | Joueuse n°4                   | Joueuse n°5                     |
| --------- | ----------------------------- | ------------------------------------- | --------------------------------- | ----------------------------- | ------------------------------- |
| Septembre | Karolina Kudłacz (Bietigheim) | Malin Aune (Vipers Kristiansand)      | Marija Gedroit (Bayer Leverkusen) | Cristina Neagu (CSM Bucarest) | Anita Görbicz (Győr)            |
| Octobre   | Ana Gros (Metz Handball)      | Iveta Luzumová (Thüringer HC)         | Louise Burgaard (FC Midtjylland)  | Cristina Neagu (CSM Bucarest) | Kim Naidzinavicius (Bietigheim) |
| Novembre  | Iveta Luzumová (Thüringer HC) | Veronica Kristiansen (FC Midtjylland) | Ana Gros (Metz Handball)          | Cristina Neagu (CSM Bucarest) | Jovanka Radičević (Vardar)      |
| Janvier   | Joueuse (club)                | Joueuse (club)                        | Joueuse (club)                    | Joueuse (club)                | Joueuse (club)                  |
| Février   | Joueuse (club)                | Joueuse (club)                        | Joueuse (club)                    | Joueuse (club)                | Joueuse (club)                  |
| Mars      | Joueuse (club)                | Joueuse (club)                        | Joueuse (club)                    | Joueuse (club)                | Joueuse (club)                  |
| Avril     | Joueuse (club)                | Joueuse (club)                        | Joueuse (club)                    | Joueuse (club)                | Joueuse (club)                  |

### Meilleures joueuses
Les meilleures joueuses de la compétition sont, :
| Poste            | Joueuse              | Club              | %  |
| ---------------- | -------------------- | ----------------- | -- |
| Gardienne de but | Kari Aalvik Grimsbø  | Győri ETO KC      | -- |
| Ailière gauche   | Siraba Dembélé       | Rostov-Don        | -- |
| Arrière gauche   | Cristina Neagu       | CSM Bucarest      | -- |
| Demi-centre      | Veronica Kristiansen | FC Midtjylland    | -- |
| Pivot            | Dragana Cvijić       | ŽRK Vardar Skopje | -- |
| Arrière droite   | Ana Gros             | Metz Handball     | -- |
| Ailière droite   | Iulia Managarova     | Rostov-Don        | -- |
| Défenseuse       | Zsuzsanna Tomori     | Győri ETO KC      | -- |
| Meilleure jeune  | Tjaša Stanko         | RK Krim           | -- |
| Entraîneur       | Ambros Martin        | Győri ETO KC      | -- |

Par ailleurs, la meilleure joueuse du Final Four est la Française du Vardar Skopje, Amandine Leynaud.

### Meilleures buteuses
| Rang | Joueuse              | Équipe              | Buts |
| ---- | -------------------- | ------------------- | ---- |
| 1    | Cristina Neagu       | CSM Bucarest        | 110  |
| 2    | Iveta Luzumová       | Thüringer HC        | 105  |
| 3    | Andrea Penezić       | ŽRK Vardar Skopje   | 92   |
| 4    | Veronica Kristiansen | FC Midtjylland      | 91   |
| 5    | Johanna Westberg     | Nykøbing Falster HK | 76   |
| 6    | Ana Gros             | Metz Handball       | 74   |
| 7    | Milena Raičević      | Budućnost Podgorica | 72   |
| 8    | Anita Görbicz        | Győri ETO KC        | 70   |
| 9    | Andrea Lekić         | ŽRK Vardar Skopje   | 69   |
| 10   | Anna Viakhireva      | Rostov-Don          | 66   |
|      | Isabelle Gulldén     | CSM Bucarest        | 66   |